# Kwanghee
Hwang Kwang-hee (en hangul, 황광희; en hanja, 黃光熙) (Paju, Provincia de Gyeonggi, 25 de agosto de 1988), más conocido por su nombre monónimo Kwanghee, es un cantante, actor, modelo y MC surcoreano. Es miembro del grupo masculino ZE:A. 

## Carrera
Su debut como cantante fue el 7 de enero de 2010 con el sencillo «Mazeltov».
Hwang también es conocido por ser una estrella popular en escena de los programas de variedad.
El 28 de mayo, Hwang asistió al evento «2011 Environment Day» en Seúl, donde participó en un «juego de capas de ropa» y sorprendió a todos al ponerse 252 capas de camisetas, lo que le valió un Récord mundial por la mayor cantidad de camisas gastadas.
El apareció en el programa We Got Married formado pareja junto con Han Sun Hwa de Secret. El último episodio fue filmado el 10 de abril de 2013.

## Filmografía

### Películas
| Año  | Título                                     | Papel         |
| ---- | ------------------------------------------ | ------------- |
| 2012 | Marrying The Mafia 5 - Return of the Mafia | Choi Gyu-Chul |
| 2012 | Ronin Pop                                  | Jang          |
| 2013 | Gladiator Rome's secret birth of a hero    | Timothy       |

### Programas de variedad
| Año                                           | Programa                                                        | Episodios | Notas                                                        |
| --------------------------------------------- | --------------------------------------------------------------- | --- | ------------------------------------------------------------ |
| 2009                                          | Office Reality - ZE                                             | Ep. 1-6 |                                                              |
| 2009                                          | ZE riteonjeu                                                    | Ep. 1-12 |                                                              |
| 2010                                          | Strong Heart                                                    | Ep. #49-50, 57-58, 73-74, 81-83, 86, 102, 111-112, 142-143, 155-158                                                    |                                                              |
| 2010                                          | MBC Star Dance Battle                                           | | invitado (entre 2010-2012)                                   |
| 2011                                          | Hello Counselor                                                 | Ep. 21 |                                                              |
| 2012                                          | Weekly Idol                                                     | Ep. 6 |                                                              |
| 2012                                          | Invincible Youth                                                | Ep. 31 |                                                              |
| 2012                                          | Flowers                                                         | | Invitado con ZE:A                                            |
| 2012                                          | Beatles Code                                                    | Ep. 120827 | Invitado con ZE:A                                            |
| 2012                                          | Hello Counselor                                                 | Ep. 91 |                                                              |
| 2012                                          | Star King                                                       | Panel | se unió en abril de 2015                                     |
| 2012                                          | Inkigayo                                                        | MC | se unió en abril de 2015                                     |
| 2012                                          | Law of the Jungle in Namibia, in Papau, in Vanuatu & in Siberia | Temporada 1 (Namibia, Papua) Temporada 2 (Vanuatu, Siberia)                                                            | en S.2 Siberia - sufrió una lesión y tuvo que volver a Corea |
| 2013                                          | We Got Married (MBC)                                            | Ep. 1 - 34 | junto a Han Sun-hwa (esposa virtual)                         |
| 2013                                          | Running Man                                                     | Ep. 129 |                                                              |
| 2013                                          | The Human Condition                                             | Lectura en la Vida | Invitado                                                     |
| 2013                                          | Let's Go! Dream Team 2                                          | ZE:A vs. Gag DreamTeam                                                                                                 |                                                              |
| 2013                                          | Son Dambi's Beautiful Days S2                                   | MC (S2, Ep. 7-) |                                                              |
| 2013                                          | Gag Concert                                                     | Ep. 693 | con ZE:A                                                     |
| 2013                                          | Hello Counselor                                                 | 2011 - (Ep. #21) 2012 - (Ep. #91) 2013 - (Ep. #135) 2014 - (Ep. #174) 2016 - (Ep. #270)                                | con ZE:A                                                     |
| 2013                                          | Party Mart (Olive TV)                                           | MC |                                                              |
| 2013                                          | Friends Treating You To Something (TVN)                         | MC | coanfitrión con Boom                                         |
| 2013                                          | Taxi (TVN)                                                      | | con ZE:A Siwan y Hyungsik                                    |
| 2014                                          |                                                                 | |                                                              |
| Law of the Jungle in Borneo: the Hunger Games | (ep. 100-102)                                                   | 100th Episode Special                                                                                                  |                                                              |
| The Return of Superman                        | Ep. 8                                                           | con Sarang |                                                              |
| 2014 Idol Star Athletics Championships        | Caster                                                          | ZE:A (miembro del Equipo C)                                                                                            |                                                              |
| A Date with K-pop Stars                       | Ep. 2                                                           | |                                                              |
| Hello Counselor                               | Ep. 174 (2014.06.16)                                            | con Hyungsik & Dongjun de ZE:A                                                                                         |                                                              |
| Fashion King Korea                            | Temporada 2                                                     | Equipo con Kwak Hyun-joo                                                                                               |                                                              |
| The King of Food                              | Ep. 3                                                           | junto a Park Hyung Sik                                                                                                 |                                                              |
| A Celebrity Lives in Our House                | Ep. 13                                                          | junto a Heechul |                                                              |
| The Human Condition                           | "Vivir sin carne y harina"                                      | Invitado en la cena 2.ª parte                                                                                          |                                                              |
| Kwanghee's Love Recipe                        | MC                                                              | |                                                              |
| Olive Show 2014                               | MC                                                              | |                                                              |
| The Lord Of The Ratings (KBS)                 | MC                                                              | |                                                              |
| 2015                                          | Vitamin                                                         | Pane |                                                              |
| 2015                                          | King of Mask Singer                                             | Episodio Piloto | Juez                                                         |
| 2015                                          | Beauty Bible 2015 S/S                                           | MC | coanfitrión con Kang Hyoni y Jeon Hyosung                    |
| 2015                                          | Beauty Bible 2015 F/W                                           | MC | coanfitrión con Kang Hyoni y Jeon Hyosung                    |
| 2015                                          | Running Man (SBS)                                               | Ep. 236 |                                                              |
| 2015                                          | Best Secrets to Cooking (EBS)                                   | MC |                                                              |
| 2015                                          | 'Radio Star                                                     | Varios invitados |                                                              |
| 2015                                          |                                                                 | Miembro del elenco (presente)                                                                                          | inició en abril de 2015                                      |
| 2015                                          | Joy's Go for Youth (KBS)                                        | MC |                                                              |
| 2015                                          | Running Man (SBS)                                               | Ep. 272 |                                                              |
| 2015                                          | Happy Together                                                  | 2011 - (Ep. #181, 193 y 202) 2012 - (Ep. #268) 2013 - (Ep. #313 y 323), 2014 - (Ep. #340 y 362) 2015 - (Ep. #385, 404) |                                                              |
| 2015                                          | MBC Documentary - Silver Green Home Is Good                     | Pesca de la perca plateada                                                                                             | Como reportero                                               |
| 2015                                          | The Mickey Mouse Club (Korea)                                   | Ep. 4 & 5 |                                                              |
| 2015                                          | The Capables One (MBC)                                          | Piloto/Episodio Especial                                                                                               |                                                              |
| 2015                                          | Abnormal Submit (JTBC)                                          | Ep. 53 |                                                              |
| 2016                                          | Avatar Chef (Olive TV)                                          | 2015-2016 (12 Episodios)                                                                                               | coanfitrión con Lee Hwi-jae                                  |
| 2016                                          | The Return of Superman (KBS 2TV)                                | Ep. 120 | con Sarang                                                   |
| 2016                                          | The Capables One (MBC)                                          | Ep. 18 (160311) |                                                              |
| 2016                                          | Hello Counselor                                                 | Ep. 270 |                                                              |
| 2016                                          | Hit the Stage                                                   | Ep. 1-10 | panelista                                                    |
| 2016                                          | Battle Trip                                                     | Ep. 23-24 | participó junto a San E                                      |
| 2019 -                                        | Cool Kids                                                       | Ep. 10- | miembro - (ep. #10-presente) invitado - (ep. #9)             |
| 2020 -                                        | Birds of a Feather                                              | | miembro                                                      |
| 2020 -                                        | Three Idiots                                                    | | miembro                                                      |

### Dramas
| Año  | Título                          | Papel            | Cadena  | Notas                                 |
| ---- | ------------------------------- | ---------------- | ------- | ------------------------------------- |
| 2010 | Prosecutor Princess             | Chico en un club | SBS     | Cameo con ZE:A en el episodio 2       |
| 2010 | Gloria                          | Aprendiz         | MBC     | Cameo con ZE:A en el episodio 11 y 14 |
| 2011 | Vampire Idol                    | Kwang-Hee        | MBN     | Papel de apoyo                        |
| 2011 | Detectives in Trouble           | Hyun-soo         | KBS 2TV | Cameo en el episodio 1                |
| 2012 | Salamander Guru and The Shadows | Job seeker       | SBS     | Cameo en el episodio 3                |
| 2012 | My Husband Got a Family         | Él mismo         | KBS     | Cameo con ZE:A en el episodio 39      |
| 2012 | Standby                         | Ha Kwang-Hee     | MBC     | Cameo en el episodio 76 al 77         |
| 2012 | To the Beautiful You            | Song Jong-Min    | SBS     | Papel de apoyo                        |
| 2014 | What Happens to My Family?      | Vitamin Salesman | KBS     | Cameo en el episodio 2                |

### Vídeos musicales
| Año  | Vídeo musical                | Duración | MV en YouTube |
| ---- | ---------------------------- | -------- | ------------- |
| 2010 | «Mazeltov»                   | 3:34     | CJENMMUSIC    |
| 2010 | «All Day Long»               | 4:01     | CJENMUSIC     |
| 2010 | «My Only Wish»               | 3:45     | ZEAJAPAN      |
| 2010 | «Love Letter»                |          |               |
| 2011 | «Here I Am»                  | 3:53     | ZEA2011       |
| 2011 | «Watch Out»                  | 3:37     | ZEA2011       |
| 2011 | «Heart For 2»                |          |               |
| 2011 | «Why?»                       | 3:11     | ZEAJAPAN      |
| 2011 | «Daily Daily»                | 3:45     | ZEA2011       |
| 2012 | «Aftermath»                  | 3:42     | ZEA2011       |
| 2012 | «Phoenix» (Versión coreana)  | 3:22     | ZEA2011       |
| 2012 | «Phoenix» (Versión japonesa) | 3:13     | ZEAJAPAN      |
| 2014 | «Breathe»                    | 3:45     | ZEA2014       |

## Premios y nominaciones
| Año  | Premio                        | Categoría                          | Trabajo nominado                                | Resultado | Ref   |
| ---- | ----------------------------- | ---------------------------------- | ----------------------------------------------- | --------- | ----- |
| 2012 | 12th MBC Entertainment Awards | Mejor Recién Llegado Show/Variedad | We Got Married y Golden Fishery - Kneedrop Guru | Ganador   | [ 8 ] |
| 2013 | SBS Entertainment Awards      | Premio al Mejor Animador           | Star King                                       | Ganador   | [ 9 ] |
| 2015 | MBC Entertainment Awards      | Premio al Logro                    | Infinite Challenge                              | Ganador   |       |